# Johannes Sievers (Oberkirchenrat)
Johannes Sievers (* 16. Juli 1881 in Lübeck; † 16. Februar 1959 ebenda) war ein deutscher Oberkirchenrat der Evangelisch-Lutherischen Kirche in Lübeck.

## Leben und Wirken
Sievers stammt aus einem evangelisch-lutherischen Elternhaus und studierte nach dem Abitur Volkswirtschaft. Er kam in Berührung mit völkisch-nationalistischen Kreisen, in denen sich seine Weltanschauung formte.
Seit 1920 war Sievers Mitglied des Kirchvorstands der Lübecker Luthergemeinde und seit 1928 dessen Vorsitzender. Sievers war aktiver Nationalsozialist. Im Jahre 1933 trat Sievers der Kirchenbewegung der Deutschen Christen bei und wurde ihr Ortsgruppenleiter. Ab August 1933 war er Vorsitzender des Kirchentags (Synode), von 1935 bis 1945 Oberkirchenrat der Evangelisch-Lutherischen Kirche in Lübeck.  Im Jahr 1939 erklärte er seine Mitarbeit am Institut zur Erforschung und Beseitigung des jüdischen Einflusses auf das deutsche kirchliche Leben und wurde Vorsitzender seines Verwaltungsausschusses.  Nach der Einberufung des Bischofs ab Oktober 1939 übernahm er die Leitung der Landeskirche.  Zugleich stieg er zum Leiter der Arbeitsgemeinschaft evangelischer Kirchenführer auf, einer Organisationsstruktur der Deutschen Christen innerhalb der Deutschen Evangelischen Kirche. Diese Arbeitsgemeinschaft betrieb die Herausgabe eines eigenen Gesangbuches unter dem Titel Großer Gott wir loben dich. Dafür stellte er – im Kriegsjahr 1941 – Papierkontingente zur Verfügung und sorgte auch für die Finanzierung. Dem Herausgeberverlag Der neue Dom stellte er größere Summen einschließlich Darlehen zur Verfügung. 